# 634 (numero)
Seicentotrentaquattro è il numero naturale dopo il 633 e prima del 635.

## Proprietà matematiche
- È un numero pari.
- È un numero composto, con i seguenti 4 divisori: 1, 2, 317, 634. Poiché la somma dei suoi divisori (escluso il numero stesso) è 320 < 634, è un numero difettivo.
- È un numero di Smith nel sistema numerico decimale.
- È un numero nontotiente.
- È un numero malvagio.

## Astronomia
- 634 Ute è un asteroide della fascia principale del sistema solare.
- NGC 634 è una galassia spirale della costellazione del Triangolo.

## Astronautica
- Cosmos 634 è un satellite artificiale russo.